# Bernard Rocher
Pour les articles homonymes, voir Rocher.
 (novembre 2013).
Bernard Rocher, né le 14 juillet 1920 à Paris et mort le 18 octobre 2016 dans la même ville, est un homme politique français.

## Biographie

### Jeunesse et études
Bernard Rocher effectue ses études secondaires au lycée Pasteur, à la faculté de droit de l'université de Paris, et à l'École libre des sciences politiques, dont il obtient le diplôme.

### Parcours professionnel
Suppléant de Jacques Marette à l'Assemblée nationale à partir de 1962, il le remplace lorsque ce dernier est nommé ministre de Georges Pompidou entre décembre 1962 et avril 1967 et à sa mort le 25 avril 1984.
Il est élu conseiller de Paris pour la première fois en 1965. Il y préside la commission de la voirie, de l'urbanisme et de l'environnement de 1971 à 1977.
Il est nommé Président du Conseil de Paris de 1968 à 1969.
Il est président de la Société nouvelle d’exploitation de la Tour Eiffel de janvier 1980 à novembre 1995.
Bernard Rocher était Officier de la légion d'Honneur et Officier de l'Ordre National du Mérite.